# 雲霧仁左衛門 (2013年のテレビドラマ)
『雲霧仁左衛門』（くもきりにざえもん）は、NHK BSプレミアム「BS時代劇」およびNHK総合「土曜時代ドラマ」で2013年から放送されている日本のテレビ時代劇シリーズ。雲霧仁左衛門率いる盗賊一党と捕縛に挑む安部式部率いる火付盗賊改方との攻防を描く。原作・原案は池波正太郎の時代小説『雲霧仁左衛門』。主演は中井貴一。

## シリーズ概要
池波正太郎の生誕90周年を機にNHK BSプレミアム「BS時代劇」枠にて制作され、第1シリーズ『雲霧仁左衛門』（全6回）が2013年10月4日から11月8日まで、第2シリーズ『雲霧仁左衛門2』（全8回）が2015年2月6日から3月27日まで放送された。池波正太郎の時代小説『雲霧仁左衛門』を原作に、希代の大盗賊・雲霧仁左衛門率いる一党と、その捕縛を目指す火付盗賊改方長官・安部式部との攻防を描く。
第2シリーズで池波正太郎の原作小説を描ききったことから、池波正太郎の小説を原案とするオリジナル脚本によって続編が制作され、第2シリーズの1年後を舞台に藤堂家の江戸家老も交えた三つ巴の争いを描いた第3シリーズ『雲霧仁左衛門3』（全8回）が2017年1月6日から2月24日まで、天一坊事件を背景に雲霧一党と火付盗賊改方の勝負を描いた第4シリーズ『雲霧仁左衛門4』（全7回）が2018年9月7日から10月19日まで放送された。
大奥の隠し金を巡る攻防を描いた第5シリーズ『雲霧仁左衛門5』（全8回）が2020年8月からの放送が予定されていたが、新型コロナウイルス感染症の感染拡大の影響により延期され、2022年1月14日から放送された。
京を舞台に将軍上洛の御用金を巡る攻防を描く第6シリーズ『雲霧仁左衛門6』（全8回）が2023年8月25日から放送。
雲霧と安部式部の最後の死闘を描く最終第7シリーズ『雲霧仁左衛門ファイナル』（全8回）が2025年1月5日から放送。
またNHK総合の「土曜時代ドラマ」枠で、第1・第2シリーズ『雲霧仁左衛門』『雲霧仁左衛門2』が2019年4月6日から7月20日まで、第3・第4シリーズ『雲霧仁左衛門3』『雲霧仁左衛門4』が2020年4月11日から7月18日まで、各回を38分間に再編集した短縮版が放送された。

## 登場人物

### 雲霧一党
雲霧仁左衛門
演 - 中井貴一
棟梁。数々の知識と技術を駆使して盗みを行う。配下たちを家族のように愛し、盗賊稼業も悪徳業者などを相手に行うことを第一としている。配下たちからは「お頭」と慕われている。盗みの成果は大きくはわかっていないが巨大な地下の倉庫に隠してあると言われている。劇中では、大部屋の隅から隅へ千両箱が積まれている。煙管を愛用する。
七化けのお千代
演 - 内山理名
仁左衛門を慕う側近の一人。孤児だった幼い頃に拾われ、仁左衛門を父親のように思っているが、それ以上に想いを寄せている。娘から老婆まで多様に化け、相手を騙すので七化けの呼び名がついた。仁左衛門は盗みの世界から足を洗い、まっとうな人生を歩んで欲しいと思っているが、本人は一生付いていくと言っている。六之助など仲間からは「あねさん」と呼ばれ頼りにされている。
木鼠の吉五郎
演 - 伊武雅刀（第1・2シリーズ）
仲間からは「小頭」と呼ばれる。
因果小僧六之助
演 - 柄本佑（第1・2シリーズ）
州走りの熊五郎
演 - 手塚とおる
おもん
演 - 遠藤久美子（第1・2シリーズ、ファイナル第1回）
治平の娘。
治平
演 - 山本亘（第1〜5シリーズ）
およう
演 - 朝倉あき（第3シリーズ第1 - 7回）
治平の娘。おもんの妹。
お松
演 - 紅壱子
富の市
演 - 渡辺哲（第1シリーズ第1・2・5回、第2 - 5シリーズ）
山猫の三次
演 - 高橋和也（第1シリーズ第4 - 最終回）
利助
演 - 松澤一之（第2シリーズ第1・2回）
おかね
演 - 黒沢あすか（第2シリーズ第3・6・7回、第3 - 5シリーズ）
安濃津の定七
演 - モロ師岡（第2シリーズ第3・最終回、第3シリーズ第2・3回）
おちか
演 - 大塚千弘（第2シリーズ第5回）
三坪の伝次郎
演 - 近藤芳正（第3シリーズ - ファイナル）
木鼠の吉五郎亡き後、第3シリーズより「小頭」となる。
大工小僧七松
演 - 大東駿介（第3 - 5シリーズ）
漁師の留造
演 - 山中崇史（第4シリーズ第5回 - ファイナル）
梅
演 - 優希美青（第5シリーズ）
紗江
演 - 秋元才加（第5シリーズ）
胡蝶
演 - 中田クルミ（第6シリーズ - ファイナル）
前裁の勘助
演 - 片桐仁（第6シリーズ - ファイナル）
亀菊
演 - 木下晴香（第6シリーズ - ファイナル）
竹三
演 - 平田雄也（第6シリーズ）
通人の与之助
演 -  DAIGO（第6シリーズ - ファイナル）

### 火付盗賊改方
安部式部
演 - 國村隼
火付盗賊改方長官。知略・武芸共に仁左衛門と互角で、仇敵でありながら相通ずるものがあり互いに「出会い方が違えば酒を酌み交わす間柄になれた」と認めている。巨悪を相手に共闘する結果となる事も多い。
山田藤兵衛
演 - 村田雄浩
火付盗賊改方与力。式部の片腕。
高瀬俵太郎
演 - 松田悟志（第1・2シリーズ・第3シリーズ第1 - 7回）
（浅草の）政蔵
演 - 中西良太
木村与四郎
演 - 大石昭弘
井口源助
演 - 石川典佳
岡田甚之助
演 - 甲本雅裕（第1シリーズ第2・3・5回、第2シリーズ第1・2回）
村田又四郎
演 - 山口翔悟（第2シリーズ第2回）
永島源八郎
演 - 藤田富（第4シリーズ第4 - 最終回）
藤巻直七郎
演 - 榎木孝明（第5シリーズ第1・2回）
山川安左衛門
演 - 早乙女太一（第5シリーズ）
宮本新八
演 - 矢崎広（第5シリーズ）
堀十内
演 - 浜野謙太（ファイナル）

### 密偵
お京
演 - 京野ことみ（第1・2シリーズ）
鹿伏の留次郎
演 - 南条弘二（第1シリーズ第1・2回）
おしの
演 - 美山加恋（第1シリーズ第3回）
粂三
演 - やべきょうすけ（第2シリーズ第1・6・7回、第3 - 5シリーズ、ファイナル）
弁治
演 - 須藤公一（第2シリーズ第1・6・7回、第3・4シリーズ、ファイナル）
おさき
演 - 松井玲奈（第3シリーズ第3回）

### その他
草間の勘蔵
演 - 花柳寿楽（第1シリーズ第1回）
武蔵屋清太郎
演 - 柴田善行（第1シリーズ第1回）
お八重
演 - 小野真弓（第1シリーズ第2・5回、第2シリーズ第2回）
駒寺の利吉
演 - 津川竜（第1シリーズ第2回）
とみやの主人
演 - 福本清三（第1シリーズ第2回）
駒寺の利吉の母
演 - 川崎あかね（第1シリーズ第2回）
松屋善兵衛
演 - 鶴田忍（第1シリーズ第3 - 最終回）
いろはの伊助
演 - 高杉瑞穂（第1シリーズ第3回）
櫓の福右衛門
演 - 浜田学（第1シリーズ第5・最終回、第3シリーズ第1回）
おきね
演 - 三津谷葉子（第1シリーズ第5・最終回、第3シリーズ第1回）
仙之助
演 - 岡田義徳（第2シリーズ第1回）
夜兎の文蔵
演 - 大林丈史（第2シリーズ第3回）
鳩栗の大五郎
演 - 永澤俊矢（第2シリーズ第3回）
助三
演 - デビット伊東（第2シリーズ第3回）
甚助
演 - 青山勝（第2シリーズ第3回）
おひさ
演 - 真野恵里菜（第2シリーズ第4回）
霞の七三
演 - 大鷹明良（第2シリーズ第4回）
与助
演 - 井上高志（第2シリーズ第4回）
相模の軍次
演 - 成瀬正孝（第2シリーズ第4回）
辻蔵之助
演 - 田村亮（第2シリーズ第5 - 最終回）
雲霧仁左衛門（辻伊織）の実兄。仁左衛門として自訴し身代り磔刑。
伊助
演 - 石井正則（第2シリーズ第5回）
お時
演 - 三倉茉奈（第2シリーズ第5回）
血桜の銀蔵
演 - 入江毅（第2シリーズ第5回）
越後屋善右衛門
演 - 寺田農（第2シリーズ第6・7回）
由之助
演 - 金子貴俊（第2シリーズ第6・7回）
柊木半四郎
演 ‐ 峰蘭太郎（第2シリーズ第7回）
藤堂家家老・八木重右衛門
演 - 浜田晃（第2シリーズ最終回）
藤堂家・江戸家老・磯部主膳
演 - 春風亭小朝（第3シリーズ）
藤堂家家老・八木重右衛門の弟。兄の自害で雲霧を恨む。
関口雄介
演 - 板尾創路（第3シリーズ）
若年寄・大久保長門守
演 - 清水綋治（第3シリーズ第1・2・5・6回）
野川屋助右衛門
演 - 佐戸井けん太（第3シリーズ第2・3回）
おなみ
演 - 櫻井淳子（第3シリーズ第4回）
丸子屋宗兵衛
演 - 赤塚真人（第3シリーズ第4回）
平助
演 - 森下能幸（第3シリーズ第4回）
益蔵
演 - 内田喜郎（第3シリーズ第4回）
お志乃
演 - 春本由香（第3シリーズ第4回）
暁 星右衛門
演 - 柄本明（第3シリーズ第5 - 7回）
岩間三蔵
演 - 木村祐一（第3シリーズ第5回）
狸穴の佐吉
演 - 伊吹吾郎（第3シリーズ第6・7回）
堤道庵
演 - 永岡佑（第3シリーズ第7回）
大目付・芳賀越中守
演 - 西田健（第3シリーズ最終回）
津藩主・藤堂和泉守
演 - 田口浩正（第3シリーズ最終回）
女中
演 - 岩橋道子（第3シリーズ最終回）
天一坊
演 - 永山絢斗（第4シリーズ第1 - 3回）
赤川大膳
演 - 佐野史郎（第4シリーズ第1 - 3回）
静
演 - 星野真里（第4シリーズ第1 - 5回）（幼少：松本結菜）
武井半次郎
演 - 忍成修吾（第4シリーズ第1 - 3回）
柏屋清兵衛
演 - イッセー尾形（第4シリーズ第1 - 6回）
老中・安藤帯刀
演 - 小野武彦（第4シリーズ第3 - 最終回）
伊勢屋正助
演 - 村杉蝉之介（第4シリーズ第1・2回）
片岡重盛
演 - 小野了（第4シリーズ第2・3回）
おみつ
演 - 小橋めぐみ（第4シリーズ第3回）
黒田作五郎
演 - 内田喜郎（第4シリーズ第6回）
滝山
演 - ともさかりえ（第5シリーズ）
若年寄・三好出羽守
演 - 筧利夫（第5シリーズ）
西海屋東蔵
演 - 大地康雄（第5シリーズ）
儀兵衛
演 - 酒向芳（第5シリーズ）
桔梗屋
演 - 浅野和之（第5シリーズ）
京都東町奉行・高坂左衛門尉
演 - 寺島進（第6シリーズ）
京都東町奉行・中野半蔵
演 - 近藤公園（第6シリーズ）
京都所司代・蒼井守膳正
演 - 八嶋智人（第6シリーズ）
今津屋・おつる
演 - 原田美枝子（第6シリーズ）
今津屋・次右衛門
演 - 池田成志（第6シリーズ）
今津屋・佐一
演 - 小日向星一（第6シリーズ）
今津屋・呉服屋番頭・幸兵衛
演 - 金山一彦（第6シリーズ）
公家・竜胆右中将
演 - 矢柴俊博（第6シリーズ）
武家伝奏・中末吉大納言
演 - 野添義弘（第6シリーズ）
武家茶人・十阿弥哲斎
演 - 小松和重（第6シリーズ）
今津屋・徳兵衛（元雲霧一党・からくりの徳兵衛）
演 - 谷田歩（第6シリーズ）
札差「大熊屋」の主人・大熊屋三太夫
演 - 伊武雅刀（ファイナル）
木鼠の吉五郎の兄。弟を雲霧に引込んだことで雲霧を恨む。
おたね
演 - 山下容莉枝（ファイナル）
武村玄信
演 - 和田正人（ファイナル）
山師
札差「和泉屋」の主人・徳兵衛
演 - 温水洋一（ファイナル）
柏倉大膳
演 - 梶原善（ファイナル）
札差「近江屋」の主人・善兵衛
演 - 坪倉由幸（ファイナル）
若年寄・森川敏胤　
演 - 長谷川初範（ファイナル）
札差「三国屋」の主人・おりょう
演 - 観月ありさ（ファイナル）
老中・平野大和守
演 - 中村梅雀 (2代目)（ファイナル）
老中・本田肥後守
演 - 林家正蔵 (9代目)（ファイナル）

## スタッフ
- 原作（原案） - 池波正太郎『雲霧仁左衛門』
- 脚本 - 宮川一郎[注 5]（第1シリーズ全話、第2シリーズ1 - 4・6 - 最終回）、古田求[注 5]（第2シリーズ第5回、第5シリーズ）、前川洋一（第3シリーズ）、岡本さとる（第3 - 7シリーズ）、松下隆一（第3 - 7シリーズ）、尾崎将也（第4シリーズ）、森下直（第4シリーズ）、森脇京子（第5シリーズ）、三谷昌登（第5 - 7シリーズ）、青塚美穂（第7期）
- 脚本協力 - 岡本さとる（第1シリーズ全話、第2シリーズ1 - 4・6 - 最終回）
- 音楽 - 遠藤浩二
- 語り - 志賀廣太郎（第1 - 4シリーズ）、黒田崇矢（第5シリーズ - ファイナル）
- 制作統括 - 中嶋等・渡邊竜（松竹）、遠藤理史・原林麻奈・山本敏彦・土屋勝裕・落合将・柳川強・磯智明（NHK）、海辺潔・銭谷雅義・陸田元一・佐野元彦（NHKエンタープライズ）
- 演出 - 山下智彦、服部大二、井上昌典、宇喜田尚、前原康貴（第3シリーズ）
- 制作 - NHKエンタープライズ
- 制作・著作 - NHK、松竹

## 放送日程
雲霧仁左衛門（全6回）
| 放送回 | 放送日         | 放送日         | サブタイトル | 脚本     | 演出     |
| 放送回 | BS時代劇       | 土曜時代ドラマ | サブタイトル | 脚本     | 演出     |
| ------ | -------------- | -------------- | ------------ | -------- | -------- |
| 第1回  | 2013年10月04日 | 2019年04月06日 | 大盗賊の首領 | 宮川一郎 | 山下智彦 |
| 第2回  | 10月11日       | 4月13日        | 子分の破門   | 宮川一郎 | 山下智彦 |
| 第3回  | 10月18日       | 4月20日        | 哀しき妹     | 宮川一郎 | 服部大二 |
| 第4回  | 10月25日       | 4月27日        | 新たな盗み   | 宮川一郎 | 服部大二 |
| 第5回  | 11月01日       | 5月04日        | 絶体絶命     | 宮川一郎 | 井上昌典 |
| 最終回 | 11月08日       | 5月18日        | 最後の大仕事 | 宮川一郎 | 山下智彦 |
雲霧仁左衛門2（全8回）
| 放送回 | 放送日         | 放送日         | サブタイトル | 脚本     | 演出     |
| 放送回 | BS時代劇       | 土曜時代ドラマ | サブタイトル | 脚本     | 演出     |
| ------ | -------------- | -------------- | ------------ | -------- | -------- |
| 第1回  | 2015年02月06日 | 2019年05月25日 | 新たなる戦い | 宮川一郎 | 山下智彦 |
| 第2回  | 02月13日       | 6月01日        | 堕ちる       | 宮川一郎 | 山下智彦 |
| 第3回  | 02月20日       | 6月08日        | 盗人の純情   | 宮川一郎 | 井上昌典 |
| 第4回  | 02月27日       | 6月15日        | 生き別れた娘 | 宮川一郎 | 井上昌典 |
| 第5回  | 03月06日       | 6月22日        | 甘い罠       | 古田求   | 宇喜田尚 |
| 第6回  | 03月13日       | 6月29日        | 越後屋潜入   | 宮川一郎 | 服部大二 |
| 第7回  | 03月20日       | 7月13日        | 血戦         | 宮川一郎 | 服部大二 |
| 最終回 | 03月27日       | 7月20日        | 男の本懐     | 宮川一郎 | 服部大二 |
雲霧仁左衛門3（全8回）
| 放送回 | 放送日         | 放送日         | サブタイトル         | 脚本       | 演出     |
| 放送回 | BS時代劇       | 土曜時代ドラマ | サブタイトル         | 脚本       | 演出     |
| ------ | -------------- | -------------- | -------------------- | ---------- | -------- |
| 第1回  | 2017年01月06日 | 2020年04月11日 | 嵐の予感             | 前川洋一   | 山下智彦 |
| 第2回  | 01月13日       | 4月18日        | 新たなる盗（つと）め | 前川洋一   | 服部大二 |
| 第3回  | 01月20日       | 4月25日        | ほおずきの調べ       | 前川洋一   | 服部大二 |
| 第4回  | 01月27日       | 5月02日        | 忘れ形見             | 岡本さとる | 前原康貴 |
| 第5回  | 02月03日       | 5月09日        | 奪還                 | 岡本さとる | 井上昌典 |
| 第6回  | 02月10日       | 5月16日        | 月下の誓い           | 松下隆一   | 井上昌典 |
| 第7回  | 02月17日       | 5月23日        | 凶刃                 | 前川洋一   | 宇喜田尚 |
| 最終回 | 02月24日       | 5月30日        | 死闘の果て           | 前川洋一   | 山下智彦 |

雲霧仁左衛門4（全7回）
| 放送回 | 放送日         | 放送日         | サブタイトル                 | 脚本       | 演出     |
| 放送回 | BS時代劇       | 土曜時代ドラマ | サブタイトル                 | 脚本       | 演出     |
| ------ | -------------- | -------------- | ---------------------------- | ---------- | -------- |
| 第1回  | 2018年09月07日 | 2020年06月06日 | 大盗賊と御落胤（ごらくいん） | 尾崎将也   | 山下智彦 |
| 第2回  | 09月14日       | 6月13日        | 米問屋襲撃                   | 尾崎将也   | 山下智彦 |
| 第3回  | 09月21日       | 6月20日        | 次なる将軍                   | 尾崎将也   | 宇喜田尚 |
| 第4回  | 09月28日       | 6月27日        | 鬼                           | 松下隆一   | 服部大二 |
| 第5回  | 10月05日       | 7月04日        | 大脱走                       | 岡本さとる | 服部大二 |
| 第6回  | 10月12日       | 7月11日        | 黒幕分断                     | 森下直     | 井上昌典 |
| 最終回 | 10月19日       | 7月18日        | 最期の掟                     | 森下直     | 井上昌典 |

雲霧仁左衛門5（全8回）
| 放送回 | 放送日         | 放送日         | サブタイトル     | 脚本       | 演出     |
| 放送回 | BS時代劇       | （地上波放送） | サブタイトル     | 脚本       | 演出     |
| ------ | -------------- | -------------- | ---------------- | ---------- | -------- |
| 第1回  | 2022年01月14日 | 2023年07月23日 | もう一人の盗賊改 | 岡本さとる | 山下智彦 |
| 第2回  | 1月21日        | 7月30日        | 大奥の隠し金     | 岡本さとる | 山下智彦 |
| 第3回  | 1月28日        | 8月06日        | 老兵、散る       | 松下隆一   | 服部大二 |
| 第4回  | 2月04日        | 8月13日        | 豪商の意地       | 森脇京子   | 服部大二 |
| 第5回  | 2月11日        | 8月27日        | いもうと         | 三谷昌登   | 服部大二 |
| 第6回  | 2月18日        | 9月03日        | 罠と若年寄       | 古田求     | 宇喜田尚 |
| 第7回  | 2月25日        | 9月10日        | 大奥の抜け道     | 古田求     | 井上昌典 |
| 最終回 | 3月04日        | 9月17日        | 旅路             | 岡本さとる | 井上昌典 |

雲霧仁左衛門6（全8回）
| 放送回 | 放送日         | 放送日         | サブタイトル | 脚本       | 演出     |
| 放送回 | BS時代劇       | （地上波放送） | サブタイトル | 脚本       | 演出     |
| ------ | -------------- | -------------- | ------------ | ---------- | -------- |
| 第1回  | 2023年08月25日 | 2024年11月03日 | 雲霧、京へ   | 岡本さとる | 山下智彦 |
| 第2回  | 9月01日        | 11月10日       | 公家と小判   | 岡本さとる | 宇喜田尚 |
| 第3回  | 9月08日        | 11月17日       | 大茶会襲撃   | 松下隆一   | 宇喜田尚 |
| 第4回  | 9月15日        | 11月24日       | 月とすっぽん | 松下隆一   | 服部大二 |
| 第5回  | 9月22日        | 12月01日       | 茶器の値打ち | 岡本さとる | 服部大二 |
| 第6回  | 9月29日        | 12月08日       | 儲け話       | 三谷昌登   | 石原興   |
| 第7回  | 10月06日       | 12月15日       | 一番の悪党   | 三谷昌登   | 井上昌典 |
| 最終回 | 10月13日       | 12月22日       | 隠し蔵       | 岡本さとる | 井上昌典 |

雲霧仁左衛門ファイナル（全8回）
| 放送回 | 放送日         | 放送日         | サブタイトル   | 脚本     | 演出     |
| 放送回 | BS時代劇       | （地上波放送） | サブタイトル   | 脚本     | 演出     |
| ------ | -------------- | -------------- | -------------- | -------- | -------- |
| 第1回  | 2025年01月05日 |                | 札差非情       | 松下隆一 | 井上昌典 |
| 第2回  | 01月12日       |                | 弔い合戦       | 松下隆一 | 井上昌典 |
| 第3回  | 01月19日       |                | 天下の名刀     | 青塚美穂 | 井上昌典 |
| 第4回  | 01月26日       |                | 甲府勤番の名刀 | 三谷昌登 | 服部大二 |
| 第5回  | 02月02日       |                | 二万両の策略   | 青塚美穂 | 服部大二 |
| 第6回  | 02月09日       |                | 汚れた手       | 松下隆一 | 山下智彦 |
| 第7回  | 02月16日       |                | 復讐の鬼       |          |          |
| 最終回 | 02月23日       |                | 雲か霧か       |          |          |

## 関連番組
雲霧仁左衛門4 放送直前SP〜池波正太郎の魅力、時代劇の町・京都の秘密
初回放送：2018年8月31日 20:00 - 20:45、NHK BSプレミアム
出演：中井貴一、小山薫堂、國村隼、内山理名、イッセー尾形、山本一力、ピーター・バラカン、やべきょうすけ、山本博文、西岡郁夫
語り：谷昌樹
内容：池波正太郎の魅力や京都撮影所の紹介、メイキング映像など。

## 関連商品

### DVD/ブルーレイ
- 「雲霧仁左衛門」ブルーレイBOX（2014年5月24日、ポニーキャニオン、PCXE.60077）
- 「雲霧仁左衛門」DVD-BOX（2014年5月24日、ポニーキャニオン、PCBE.63481）